# Morsø Traktormuseum
Morsø Traktormuseum er et teknisk museum, der udstiller traktorer. Museet er indrettet på en gård ved siden af Ovtrup Kirke på Mors i Limfjorden, og det blev grundlagt i 1980 og er derved landets ældste traktormuseum.
Udstillingen rummer 120 traktorer fra 76 forskellige mærker. Den ældste traktor i museets samling er en maskine fra 1917 fremstillet af det amerikanske firma Heider, mens den nyeste er en Fiat fra 1960. Udstillingen er fordelt på sammenlagt 1400 m2 i syv haller.